# Bree Wasylenko
Breanne „Bree“ Wasylenko (* 13. Juni 1988 in Okotoks, Alberta) ist eine kanadische Schauspielerin und Tänzerin.

## Leben
Geboren in Okotoks wuchs Wasylenko mit drei Schwestern in Calgary auf. Sie nahm bereits in ihrer Jugend an Tanzwettbewerben teil und zog später nach Toronto, um als Berufstänzerin und Choreographin zu arbeiten. Sie debütierte 2011 in einer Nebenrolle im Fernsehfilm Santa … verzweifelt gesucht als Schauspielerin. Von 2013 bis 2019 verkörperte sie die Rolle der Kate in insgesamt 104 Episoden der Fernsehserie The Next Step. Außerdem hatte sie Episodenrollen in bekannten Fernsehserien wie Reign, Murdoch Mysteries oder Star Trek: Discovery. 2018 folgte eine Besetzung im Spielfilm Kin. 2019 und 2020 war sie jeweils in einem Kurzfilm zu sehen.

## Filmografie
- 2011: Santa … verzweifelt gesucht (Desperately Seeking Santa, Fernsehfilm)
- 2013: Alive (Fernsehfilm)
- 2013–2024: The Next Step (Fernsehserie, 111 Episoden)
- 2015: Reign (Fernsehserie, Episode 2x11)
- 2015: Murdoch Mysteries (Fernsehserie, Episode 9x02)
- 2017: The Beaverton (Fernsehserie, Episode 1x07)
- 2017: Run Away Dog (Kurzfilm)
- 2018: Star Trek: Discovery (Fernsehserie, Episode 1x15)
- 2018: Kin
- 2019: Ring Ring (Kurzfilm)
- 2020: Theodore (Kurzfilm)
- 2021: The Parker Andersons/Amelia Parker (Fernsehserie, Episode 1x01)
- 2021: Nurses (Fernsehserie, Episode 2x01)
- 2021: Hudson & Rex (Fernsehserie, 2 Episoden)
- 2023: Unforgettable Christmas (Fernsehfilm)
- 2025: The Killer is Calling (Fernsehfilm)